# Bariga
Bariga est un district et une banlieue de l'État de Lagos, au Nigéria. Il appartenait auparavant à la région du gouvernement local de Shomolu dans l'État de Lagos, mais en 2013, il a été mis à niveau par le gouvernement de l'État en tant que zone de développement du conseil local. Le secrétariat du gouvernement local est situé au 19, rue Bawala, à Bariga. Sans doute défini par son style naturel comme rapide à adapter. Il a actuellement pour président Alabi Kolade David.  C'est l'emplacement de la plus ancienne école secondaire au Nigeria